# ポートヒューロン (ミシガン州)
ポートヒューロン（Port Huron）は、アメリカ合衆国ミシガン州の都市。セントクレア郡の郡庁所在地である。人口は2万8983人（2020年）。セントクレア川に架かるブルーウォーター橋によって、カナダ・オンタリオ州のサーニアと結ばれている。
ポートヒューロンはヒューロン湖の最南端、またミシガン州の最東端に位置する。
市内には2つの製紙工場があるほか、観光業や自動車産業が盛んである。
また、歴史のあるダウンタウン、遊歩道、マリーナ、博物館、灯台、総合娯楽施設などが特色である。
ポートヒューロンは1955年と2005年にオールアメリカ・シティー・アワードを受賞している。トーマス・エジソンが少年時代を過ごした都市としても知られている。

## 歴史
1814年にヒューロン湖の付け根にあたる位置にグラティオット砦が建設され、これがこの地域における最初のヨーロッパ系アメリカ人の入植だと考えられる。
ポートヒューロンの一部は1836年までオジブウェ族の特別保留地であった
。
1857年にポートヒューロンは市制を敷いた。造船と木材交易の成功により、市の人口は1850年代以降急速に増加し、1870年までには周辺の村をしのぐ人口を抱えるまでになった。
1871年にポートヒューロンは最高裁判所によって郡庁所在地に指定された
。
しかし1871年10月8日の日曜日にポートヒューロンとその北側のサニラック郡、ヒューロン郡は大火に見舞われた。
同日にはホランド、マニスティー、ペシュティーゴ、それにシカゴなどでも別の火災が発生している。
ポートヒューロンではさらにその10年後にもサム・ファイアーという大火が発生し、地域一帯を焼き尽くした。
1895年には、かつてのグラティオット砦近隣のフォート・グラティオット村を併合した
。
1962年に市から数マイル北にあるレイクポートで、民主的社会を求める学生（Students for a Democratic Society）という政党が結成された。彼らはそこで政党のマニフェストであるポートヒューロン宣言（Port Huron Statement）を起草した。

### 歴史的建造物
以下はミシガン州のヒストリカル・マーカー（歴史看板）に認定されている場所である。
- セントジョゼフ砦（Fort St. Joseph）：1686年にフランス人探検家ダルースによって建設された砦で、ロウアー半島において2番目のヨーロッパ人の定住地であった。この砦はエリー湖とヒューロン湖を結ぶ重要な水路の最上流部を守っていた。また五大湖上流部からのイギリス人交易者の進入を阻む目的もあり、1687年にはフランスとインディアン連合軍の動員拠点となった。砦は1688年に放棄されたが、砦の跡は1814年に建設されたグラティオット砦の一部となった。砦があった場所は、現在は公園になっている。

- フォート・グラティオット灯台（Fort Gratiot Light）：1829年に嵐により破壊され塔に替わって建設された。この灯台はミシガン州で最初に建設された灯台である。1864年に現在の高さの26mに伸ばされた。1933年に無人化され、ヒューロン湖から狭く流れの速いセントクレア川へと進む船を案内し続けている。

- ヒューロン灯台船（Lightship Huron）：1935年から1970年まで、ヒューロン湖南側の危険な浅瀬の目印として配置されていた。1940年以降は五大湖で唯一の灯台船であった。沿岸警備隊を1970年に退役し、1971年にポートヒューロン市に寄贈された。

- グランド・トランク鉄道の駅（Grand Trunk Railway Depot）：駅は現在のポートヒューロン博物館がある場所の一部に設置されていた。トーマス・エジソンは12歳の頃、ポートヒューロン - デトロイト間の列車に日常的に乗車していた。鉄道が開業した年の1859年から、エジソンは鉄道会社を説得し、列車内での新聞や菓子の販売をはじめた。エジソンはグランド・トランク鉄道の他の2人の新聞売り子から認められるほど成功し、薬品や実験道具を揃えるのに十分な資金を稼いだ。

- ポートヒューロン市立図書館（Port Huron Public Library）：1902年にフィランソロピストのアンドリュー・カーネギーの寄付金をもとに市立図書館が建設された。450万ドルをかけてボザール様式の建物が1904年に完成した。デューイ十進分類法の考案者で知られるメルヴィル・デューイが開館の辞を務めた。図書館は60年以上にわたって建設当時のままの収容能力であり続けたが、1967年により規模の大きい図書館が建設された。その後、旧図書館はポートヒューロン歴史芸術博物館にリニューアルされた。

- ハリントンホテル（Harrington Hotel）：このホテルはロマネスク、古典主義、クイーン・アンの複合様式で建築され、1896年に開業した。1986年に閉館したが、投資家グループが建物を買い取り、同年に高齢者向け住宅としてリニューアルされた。ハリントンホテルはアメリカ合衆国国家歴史登録財にも登録されている。

- グランド・トランク・ウェスタン鉄道のトンネル（St. Clair Tunnel）：1891年に開通したトンネルで、ポートヒューロンが位置するミシガン州側とカナダ側とを結んでいる。このトンネルは世界で初めての国家間を結ぶトンネルであった。トンネルの延長は1,836mで、そのうち700mが水底部にある。トンネルは1908年に電化されたが、その後1958年にディーゼル燃料に切り替えられた。第一次世界大戦中にはトンネルを爆破する企てがあったが失敗に終わった。1995年には新トンネルが開通した。

## 古写真

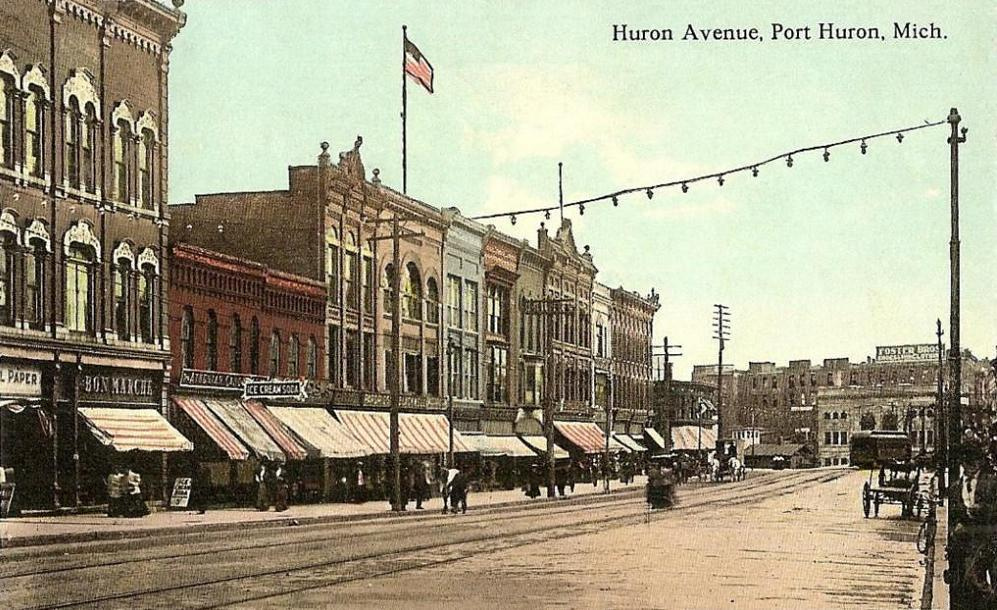
1912年のヒューロン・アベニュー
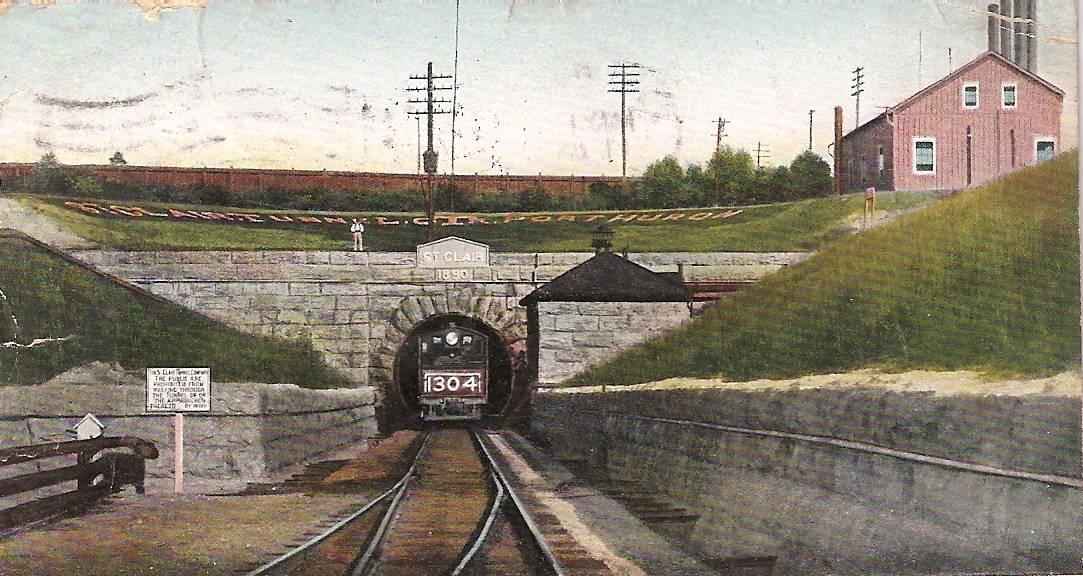
1907年のセントクレアトンネル
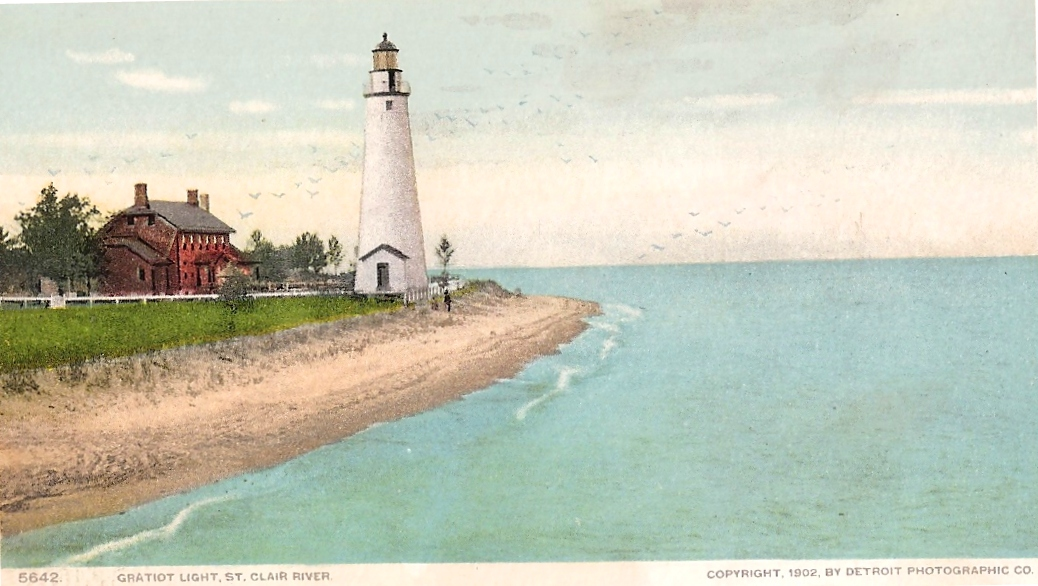
1902年のグラティオット灯台
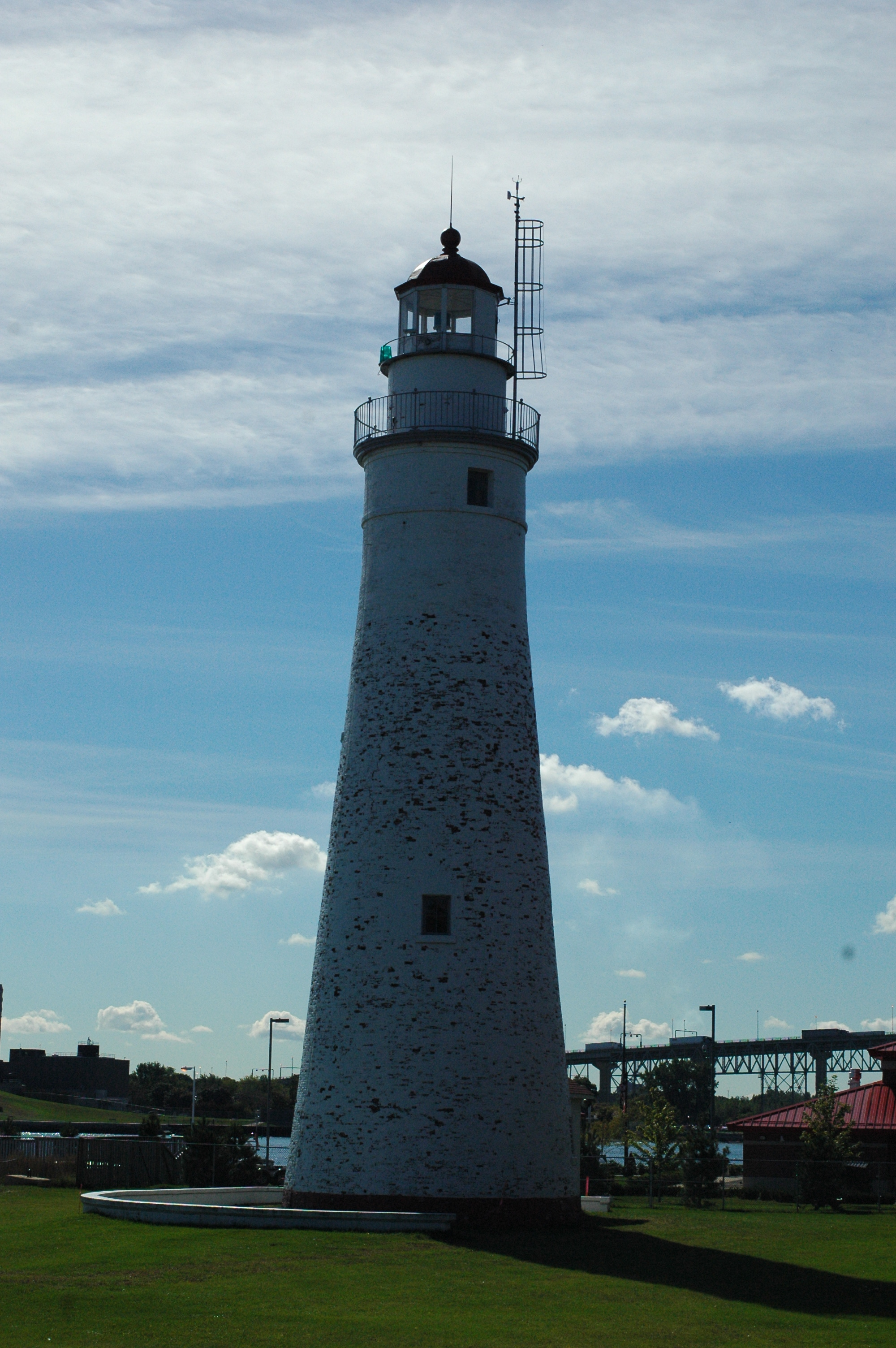

## 地理
- アメリカ合衆国国勢調査局によれば、市域全面積は12.26平方マイル (31.75 km2)であり、このうち陸地8.08平方マイル (20.93 km2)、水域は4.18平方マイル (10.83 km2)である。
- ポートヒューロンはミシガン州においてザ・サムまたは南東ミシガンとよばれる地域の一部だと考えられている。セントクレア郡はデトロイト大都市圏(Metro Detroit)の一部である。
  - ポートヒューロンはザ・サムのうち、ブルーウォーター地域の中心都市である。
- ミシガン州の最東端が市内にあり、ちょうどブルーウォーター橋の南側の場所である。

## 気候
| アメリカ海洋大気庁ポートヒューロン観測所の気候 | アメリカ海洋大気庁ポートヒューロン観測所の気候 | アメリカ海洋大気庁ポートヒューロン観測所の気候 | アメリカ海洋大気庁ポートヒューロン観測所の気候 | アメリカ海洋大気庁ポートヒューロン観測所の気候 | アメリカ海洋大気庁ポートヒューロン観測所の気候 | アメリカ海洋大気庁ポートヒューロン観測所の気候 | アメリカ海洋大気庁ポートヒューロン観測所の気候 | アメリカ海洋大気庁ポートヒューロン観測所の気候 | アメリカ海洋大気庁ポートヒューロン観測所の気候 | アメリカ海洋大気庁ポートヒューロン観測所の気候 | アメリカ海洋大気庁ポートヒューロン観測所の気候 | アメリカ海洋大気庁ポートヒューロン観測所の気候 | アメリカ海洋大気庁ポートヒューロン観測所の気候 |
| 月                                             | 1月                                            | 2月                                            | 3月                                            | 4月                                            | 5月                                            | 6月                                            | 7月                                            | 8月                                            | 9月                                            | 10月                                           | 11月                                           | 12月                                           | 年                                             |
| ---------------------------------------------- | ---------------------------------------------- | ---------------------------------------------- | ---------------------------------------------- | ---------------------------------------------- | ---------------------------------------------- | ---------------------------------------------- | ---------------------------------------------- | ---------------------------------------------- | ---------------------------------------------- | ---------------------------------------------- | ---------------------------------------------- | ---------------------------------------------- | ---------------------------------------------- |
| 最高気温記録 °F （°C）                         | 64 (18)                                        | 69 (21)                                        | 82 (28)                                        | 87 (31)                                        | 96 (36)                                        | 102 (39)                                       | 103 (39)                                       | 102 (39)                                       | 101 (38)                                       | 90 (32)                                        | 81 (27)                                        | 66 (19)                                        | 103 (39)                                       |
| 平均最高気温 °F （°C）                         | 31.3 (−0.4)                                    | 33.8 (1)                                       | 42.8 (6)                                       | 55.5 (13.1)                                    | 67.1 (19.5)                                    | 77.3 (25.2)                                    | 82.0 (27.8)                                    | 80.5 (26.9)                                    | 73.4 (23)                                      | 60.6 (15.9)                                    | 47.7 (8.7)                                     | 35.6 (2)                                       | 57.3 (14.1)                                    |
| 日平均気温 °F （°C）                           | 24.3 (−4.3)                                    | 26.2 (−3.2)                                    | 34.4 (1.3)                                     | 45.9 (7.7)                                     | 56.9 (13.8)                                    | 66.9 (19.4)                                    | 72.3 (22.4)                                    | 71.2 (21.8)                                    | 63.8 (17.7)                                    | 51.7 (10.9)                                    | 40.5 (4.7)                                     | 29.2 (−1.6)                                    | 48.61 (9.22)                                   |
| 平均最低気温 °F （°C）                         | 17.4 (−8.1)                                    | 18.6 (−7.4)                                    | 26.0 (−3.3)                                    | 36.2 (2.3)                                     | 46.6 (8.1)                                     | 56.6 (13.7)                                    | 62.6 (17)                                      | 61.8 (16.6)                                    | 54.3 (12.4)                                    | 42.7 (5.9)                                     | 33.3 (0.7)                                     | 22.8 (−5.1)                                    | 39.9 (4.4)                                     |
| 最低気温記録 °F （°C）                         | −19 (−28)                                      | −15 (−26)                                      | −7 (−22)                                       | 8 (−13)                                        | 21 (−6)                                        | 32 (0)                                         | 35 (2)                                         | 37 (3)                                         | 25 (−4)                                        | 20 (−7)                                        | 2 (−17)                                        | −7 (−22)                                       | −19 (−28)                                      |
| 降水量 inch （mm）                             | 1.96 (49.8)                                    | 1.97 (50)                                      | 2.07 (52.6)                                    | 2.86 (72.6)                                    | 3.13 (79.5)                                    | 3.39 (86.1)                                    | 3.23 (82)                                      | 3.26 (82.8)                                    | 3.84 (97.5)                                    | 2.78 (70.6)                                    | 3.11 (79)                                      | 2.19 (55.6)                                    | 33.78 (858)                                    |
| 降雪量 inch （cm）                             | 11.0 (27.9)                                    | 9.9 (25.1)                                     | 5.0 (12.7)                                     | 0.7 (1.8)                                      | 0 (0)                                          | 0 (0)                                          | 0 (0)                                          | 0 (0)                                          | 0 (0)                                          | 0 (0)                                          | 1.3 (3.3)                                      | 8.3 (21.1)                                     | 36.1 (91.7)                                    |
| 平均降水日数 （≥0.01 in）                      | 13.0                                           | 10.0                                           | 10.5                                           | 12.9                                           | 11.7                                           | 10.7                                           | 10.1                                           | 10.7                                           | 10.8                                           | 11.9                                           | 12.5                                           | 13.4                                           | 138.2                                          |
| 平均降雪日数 （≥0.1 in）                       | 7.4                                            | 5.9                                            | 2.9                                            | 0.6                                            | 0                                              | 0                                              | 0                                              | 0                                              | 0                                              | 0                                              | 0.8                                            | 5.3                                            | 22.9                                           |
| 出典：NOAA                                     |                                                |                                                |                                                |                                                |                                                |                                                |                                                |                                                |                                                |                                                |                                                |                                                |                                                |

## 統計
ポートヒューロンはザ・サム地域において最大の都市で、地域の産業や貿易の中心である。

### 2010年国勢調査
以下は2010年の国勢調査
による人口統計データである。
| 基礎データ - 人口: 30,184 人 - 世帯数: 12,177 世帯 - 家族数: 7,311 家族 - 人口密度: 1,442.3人/km2（3,735.6人/mi2） - 住居数: 13,871 軒 - 住居密度: 662.8軒/km2（1,716.7 軒/mi2） 人種別人口構成 - 白人: 84.0% - アフリカン・アメリカン: 9.1% - ネイティブ・アメリカン: 0.7% - アジア人: 0.6% - その他の人種: 1.2% - 混血: 4.5% - ヒスパニック・ラテン系: 5.4% | 年齢別人口構成 - 18歳未満: 25.6% - 18-24歳: 9.9% - 25-44歳: 26.3% - 45-64歳: 25.2% - 65歳以上: 13.1% - 年齢の中央値: 35.8歳 - 性比 - 男性：47.8% - 女性：52.2% 世帯と家族（対世帯数） - 18歳未満の子供がいる: 32.5% - 結婚・同居している夫婦: 34.5% - 未婚・離婚・死別女性が世帯主: 19.9% - 非家族世帯: 40.0% - 単身世帯: 33.0% - 65歳以上の老人1人暮らし: 11.8% - 平均構成人数 - 世帯: 2.42人 - 家族: 3.03人 |

## 行政
市の行政はシティー・マネージャー制をもとに組織されている。
市議会議員は、市の最高総務責任者であるシティー・マネージャーの責任で任命される。
シティー・マネージャーは市の行政事務を監督し、市議会で成立した政策を実行する。
また最高総務責任者の立場として、行政部門を組織する責任を負い、特定業務を実行する部門の活動に対して責任がある役員の任命権や解任権を持つ。
市議会は市長と6人の合計7人で構成される。2011年に行われた選挙から、市長と市議会議員を別々に投票する方式が採られている。
市議会議員は4年の期差任期制で、市長の任期は2年である。以前は市の事務職員であったパウリーン・レップが現在の市長を務めている。
ポートヒューロンはミシガン州第10選挙区に区分されている。2002年の選挙では共和党のキャンディス・ミラーが選出された。

## 交通

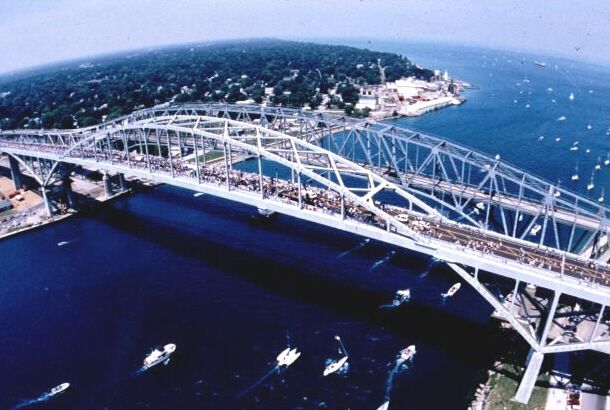
ブルーウォーター橋

### 道路
- 州間高速道路69号線：ブルーウォーター橋が起点で、市内から西のランシング、フリントへ向かう。（全線開通すればポートヒューロンからテキサス州ブラウンズビルまで繋がる予定である）
- 州間高速道路94号線：ブルーウォーター橋が起点で、市内から南西方向へ進んでデトロイト大都市圏を横切る。ブルーウォーター橋より東のカナダ側では、ハイウェイ402号線（オンタリオ州道402号線）という名称で呼ばれている。
- 州間高速道路69号通勤別線
- 州間高速道路94号通勤別線
- ミシガン州道25号線：ベイシティからヒューロン湖サギノー湾の湖岸を辿り、州間高速道路94号線/同69号線と州間高速道路94号線通勤別線/同69号線通勤別線の交差点が終点である。
- ミシガン州道29号線：市の南側に隣接するメアリーズヴィルで州間高速道路94号通勤別線から分岐して南へ進む。
- ミシガン州道136号線：ミシガン州道25号線から分岐してミシガン州道19号線に接続する。
- ハイウェイ402号線（オンタリオ州道402号線）：ブルーウォーター橋を起点にオンタリオ州サーニアへ向かう。

### バス
ブルーウォーター・エリア・トランジットは1976年に開業し、ポートヒューロン周辺地域で8つの路線を運行している。
このバス会社は1時間かけて地域の様々な見どころを回るツアーも手掛けている。
最近では、州の認可を受けて新しいバスを購入し、ポートヒューロンと48km南のニューボルティモア間で運行を開始した。
通勤客は高速バスで州間高速道路94号線上のバス停を利用することもできる。
メアリーズヴィル、セントクレア、アルゴナックなどからミシガン州道25号線、ミシガン州道29号線を通るバスに乗った通勤客も同じバス停を利用できる。
この新しい運行システムによって、セントクレア郡の住民がデトロイト大都市圏に移動するのが便利になると考えられる。

### 鉄道
- ポート・ヒューロン駅は、アムトラックのターミナル駅である。ブルーウォーター号（en:Blue Water (train)）がシカゴまで510キロメートルを運行している。
- カナディアン・ナショナル鉄道とCSXトランスポーテーションがセントクレアトンネルを通して接続されている。
- トロントとサーニアを結ぶVIA鉄道も利用できるが、市内からはセントクレア川を道路で渡って対岸のカナダ側まで行く必要がある。

### 空港
セントクレア郡国際空港が市の中心部から8km南西に位置している。
サーニア・クリス・ハドフィールド空港はセントクレア川の対岸のサーニアに位置している。
エア・カナダ傘下のエア・ジョージアンがトロント・ピアソン国際空港への便を運航している。

## 大学
- セントクレア郡コミュニティ大学
- ベイカー大学ポートヒューロンキャンパス

## 公園
ポートヒューロンには17か所のウォーターフロント地域があり、面積0.4 km2、長さは5.6 kmにわたる。
そのうち3つは公共の砂浜で、6つはピクニック施設を備えた公園である。
市内には車を道路脇に駐車できる場所が9か所あり、250台以上収容できる。
ポートヒューロンは州で最大規模のマリーナを運営しており、ボートを係留できる場所が5か所ある。
市内には公園は14か所、小さな公園は4か所、市立運動場は19か所、学校の運動場は9か所、テニスコートは33か所（そのうち学校内が16か所、室内が6か所）、公共のプールは4か所、コミュニティーセンターは1か所、公園道路は1か所ある。

## 文化

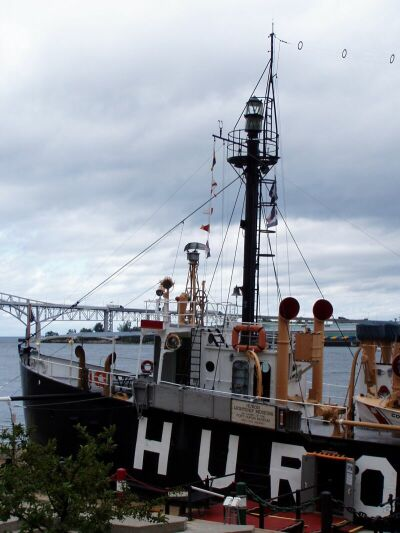
ヒューロン灯台船

- 市内には多くの博物館がある。ポートヒューロン博物館は以下の5つから構成される[12]。
  - カーネギーセンター（Carnegie Center）[13]
  - ヒューロン灯台船
  - トーマス・エジソン・ディーポ博物館（Thomas Edison Depot Museum）
  - USCGCブランブル（USCGC Bramble）
  - フォート・グラティオット灯台
- 五大湖海事センターは五大湖の歴史を学ぶための多くの機会を提供している。貨物船の中には幅100フィートの窓があり、水中ライブカメラが備え付けられている。
- ザ・スクール・フォー・ストリングスでは、校内のフィドルクラブで教職員と生徒のアンサンブルによるコンサートを年間50以上行っている。この学校は地域で最高級の音楽教育を提供しており、卒業生の半分以上はアメリカ国内の音楽学校に進学して専門教育を受ける。
- ポートヒューロン - マキナック間ボートレース（Port Huron to Mackinac Boat Race）は毎年開催され、市内北部のブルーウォーター橋がスタート地点になっている。ゴール地点はヒューロン湖を横断したミシガン州マキノーアイランド市にある。
- ポートヒューロン・シビックシアターは1956年に演劇愛好家のグループによって創設された。
- 秋にはブルーウォーター映画祭が開催される。映画祭にはクリス・ゴア、シド・ヘイグ、カーティス・アームストロング、ティモシー・バスフィールド、ロニー・ラブ、デイブ・クーリエ等の著名人が招かれた。
- セントクレア郡図書館の本館が市内のダウンタウンに位置している。図書館は28万5300冊以上の本、200種類ほどの雑誌、2万2700以上の音楽・映像資料を蔵書している。
- サーニアとポートヒューロンを拠点とする国際的な交響楽団は市内のマクモラン・プレイスやサーニア市のインペリアル・オイル・センターで公演を行っている。
- オールドタウン歴史地区は市内唯一の歴史地区で、100軒以上の住居や建物が含まれている。オールドタウン町内会は市内の歴史的建造物の保存活動を行う組織である。町内会では花を植えたり、美化活動をしたり、クリスマスの飾りつけをするといったホームツアーを毎年行っている。
- ウェルキン・ベースボールクラブは歴史のあるヴィンテージベースボールクラブである。1867年に結成されたポートヒューロンで最初の野球チームをモデルにしており、野球が始められた当時のルールを再現している。地域のヴィンテージベースボールクラブと試合をすることで観客を楽しませ、ポートヒューロンの過去を教えることを目指している。

## 著名な出身者
- ジェイソン・モッテ - MLBの投手。2012年ナショナルリーグ最多セーブ。
- デニス・サリヴァン - 数学者。
- フレデリック・C・シャーマン - アメリカ海軍の軍人。

## メディア

### ラジオ
ポートヒューロンを含むザ・サム地域は単独のラジオ市場を作ってはおらず、デトロイトやフリントなどのラジオ市場の影響が及ぶ範囲にある。
デトロイトのラジオ放送のほとんどはポートヒューロン周辺でも聞くことができる。

### 新聞
ポートヒューロン・タイムズ・ヘラルド紙はセントクレア郡とサニラック郡の地元紙である。
USAトゥデイやデトロイト・フリー・プレスの刊行元であるガネット社（Gannett）によって刊行されている。

### テレビ
ポートヒューロンを含むセントクレア郡はデトロイトのテレビ市場に属している。

## スポーツ
ポートヒューロンはアイスホッケーのマイナーリーグにおいて、長年にわたる伝統を持つ。
ポートヒューロン・フラッグスはインターナショナル・ホッケー・リーグ（以下IHLと表記）に1962年から1981年まで参加していたチームである。1966年、1971年、1972年の3回、チャンピオンを決めるターナー・カップで優勝した。
得点を稼いだのは主にケン・グリボンズで、彼はキャリアのほとんどをIHLで過ごした。
ボブ・マキャモンは選手としてのキャリアの全てをIHLで過ごした選手で、引退後はNHLのフィラデルフィア・フライヤーズやバンクーバー・カナックスでコーチを務めた。
コロニアル・ホッケー・リーグ（ユナイテッド・ホッケー・リーグやIHLの名称でも運営されている）のチームも1996年からリーグの幕が下ろされる2010年までポートヒューロンを本拠地としていた。
最初のチーム名はボーダーキャッツであったが、2002年にベーコンズ、2005年にフラッグス、2007年にアイスホークスにチーム名を変更している。
著名な選手はボブ・マキロップ、ジェイソン・ファース、タブ・ラードナー、ブレント・グレツキーなど。
ポートヒューロン・ファイティングファルコンズは、ジュニアリーグのノースアメリカン・ホッケーリーグに参加するチームで、2010年からマクモラン・プレイスで試合を行っている。
ポートヒューロン・パイレーツはインドア・アメリカンフットボールのチームで、五大湖インドア・アメリカンフットボールリーグに参加していた。
2011年にはコンチネンタル・インドア・フットボールリーグに参加していたポートヒューロン・プレデターズが市内のマクモラン・アリーナを本拠地にしていた。
プレデターズは2011年のシーズンを最後まで戦うことができず、2012年にポートヒューロン・ペイトリオッツと入れ替わった。